# Margaret Harwood
Margaret Harwood (19 mars 1885 - 6 février 1979) est une astronome américaine et la première directrice de l'Observatoire Maria Mitchell (en) à Nantucket, Massachusetts, qui s'est spécialisée en photométrie.

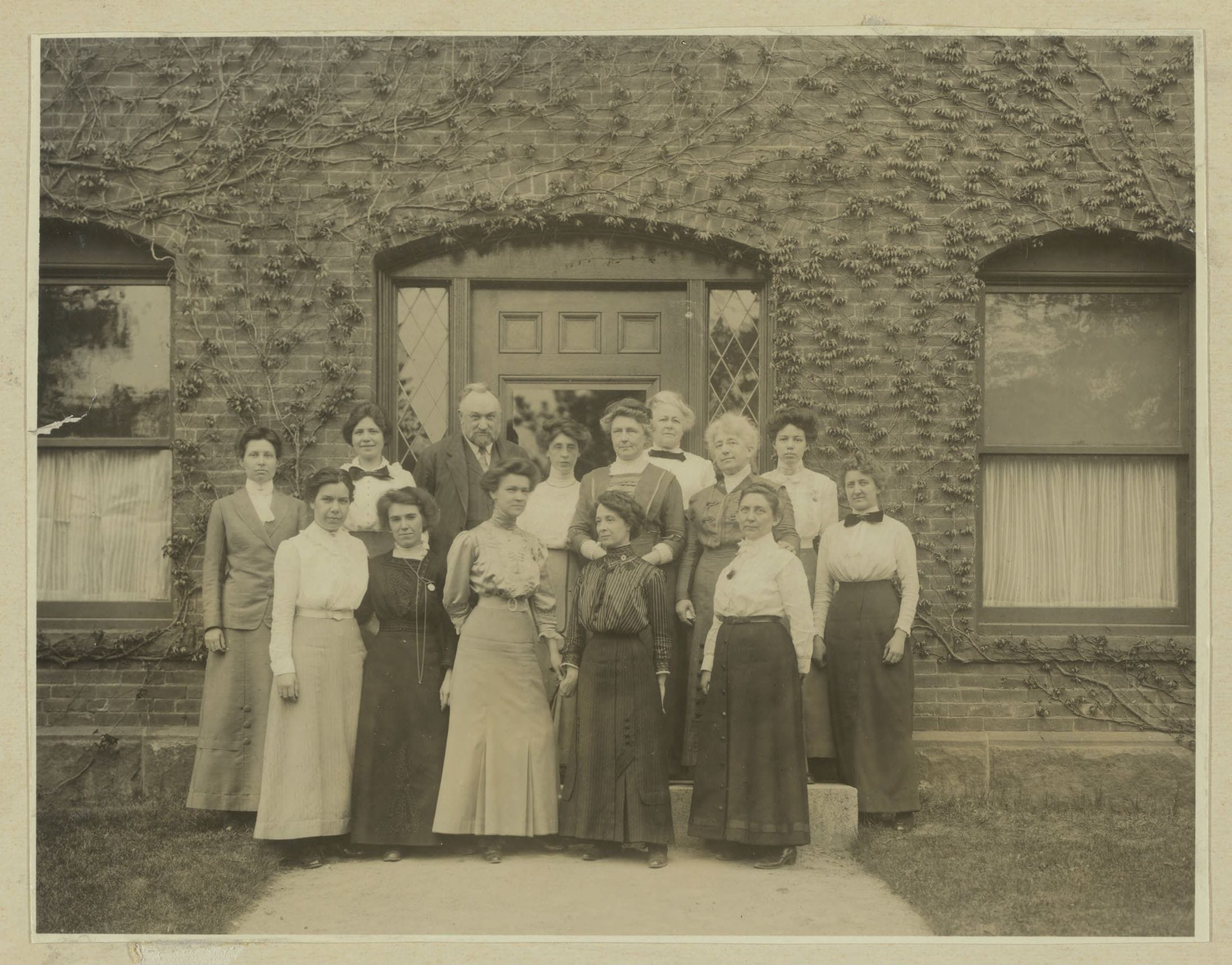
Photo des Harvard computers -- Margaret Harwood est à l'extrême gauche de la rangée arrière.

## Enfance
Margaret Harwood est née en 1885 à Littleton dans le Massachusetts. Elle fait partie d'une fratrie de neuf enfants issus de l'union entre Herbert Joseph Harwood et Emelie Augusta Green.  

## Formation académique
Elle est diplômée du Radcliffe College en 1907 où elle était membre de la fraternité estudiantine Phi Beta Kappa. Elle obtient son diplôme de maîtrise en 1916 à l’Université de Californie.  

## Carrière
Après ses études, elle travailla à l'Observatoire de l'université Harvard et donna des cours dans des écoles privées de Boston, Cambridge et Dedham. En 1912, elle obtient une bourse universitaire pour intégrer l'observatoire Maria Mitchell de Nantucket, un petit observatoire construit en mémoire de la première femme astronome des États-Unis.
Elle est nommée directrice de l'observatoire en 1916 jusqu'en 1957. Elle travaillait sur la photométrie, c'est-à-dire les variations de lumière des étoiles et astéroïdes, principalement de l'astéroïde Eros. Membre de l'Union américaine d'astronomie et de la Royal Astronomical Society, elle fait de nombreuses rencontres avec ses homologues européens et américains. Elle donne aussi de nombreux cours au sein du prestigieux Massachusetts Institute of Technology pendant la Seconde Guerre mondiale.